# Jules Levy
Jules Levy (Londen, 24 april 1838 – Chicago, 28 november 1903) was een Brits-Amerikaans componist, muziekpedagoog en kornettist.

## Levensloop
Al op 5-jarige leeftijd wilde Levy kornet spelen, maar zijn vader kon om financiële redenen geen instrument kopen. Pas toen hij 17 jaar werd, was het zover. In 1856 speelde hij in de Royal Band of H.M. Grenadier Guards en sinds 1860 speelde hij voor 30 shilling per week kornetsolo's in de pauze van de uitvoeringen in het Princess Theatre in Londen.  
In 1861 werd hij lid van het orkest van het Royal Opera House. Hij concerteerde ook in de Crystal Palace en in de Floral Hall. Tussen 1864 en 1876 gaf hij concerten in heel Europa en was in 1866 op een concertreis in de Verenigde Staten. In de zomer van 1869 was hij opnieuw in de Verenigde Staten en concerteerde samen met het Theodore Thomas Orchestra in New York. In 1871 speelde hij in de Fiske Cornet Band. 
Na het opluisteren van een concert van Fiske's Cornet Band waarin Jules Levy als solist opgetreden was, kreeg Levy een uitnodiging van grootvorst Aleksej Aleksandrovitsj van Rusland voor een bezoek op zijn goed in Rusland. Daar werd hem door de tsaar gevraagd of hij dirigent van de militaire kapel van de garde en keizerlijke kornettist wilde worden. Dit aanbod nam hij niet aan, alhoewel hij slechts 20 maanden in Rusland bleef. 
Daarna ging hij eerst terug naar het Verenigd Koninkrijk en trad als solist op bij de Londen Proms en verzorgde later soloconcerten in de Verenigde Staten, bijzonder in het Hippodrome in New York. 
In 1876 werd hij lid van Henry Gilmore's Band en speelde dagelijks op de Wereldtentoonstelling van 1876 in Philadelphia. Bij de openingsceremonie van de Brooklyn Bridge in New York op 24 mei 1883 gaf hij een briljante uitvoering van een eigen bewerking van het Amerikaans volkslied Star Spangled Banner en van Hail, Columbia. 
Vanaf 1878 maakte hij met Edison als eerste kornettist platenopnames (15 voor het Label Columbia en 23 voor het Label Victor). In 1892 stichtte hij de Levy American Military  Band, die niet lang bestond en in 1895 stopte. 
Bij de muziekinstrumentenbouwer C.G. Conn in Elkhart, Indiana, werkte hij als instrumententester en doceerde kornet aan het Conn Conservatory of Music. Na een ruzie met de eigenaar ging hij over naar de Lyon Healy Band Instrument Company in Chicago.
In zijn jonge jaren heeft hij werken gecomponeerd die in de programma's nog steeds te vinden zijn.

## Composities

### Werken voor kornet en harmonieorkest
- 1877 Lizzy Waltz
- 1877 Young American Polka
- 1878 Levyathon Polka (Levy Athens Polka)
- 1880 Grand Russian Fantasia
- 1885 Levy’s Cornet Polka
- 1888 "Du, Du liegst mir im Herzen" with Variations
- 1888 Yankee Doodle
- 1891 Whirlwind Polka
- 1897 Emily Polka
- 1902 Rode’s Air and Variations
- 1903 Our Own Make Polka
- 1903 Best Shot Polka
- Attila
- Alice, Where Art Thou?
- Blue Bells of Scotland
- Carnival of Venice, speciale bewerking van de compositie van Jean-Baptiste Arban
- "God Save the Queen" or "America" with Variations
- Humoresque
- Maud
- Minka: Russian Fantasy
- Nearer, My God, to Thee
- Palm Branches
- Promenade Polka
- Robin Adair
- The Merry Birds
- The Salute Polka